# Anna Kasperlik-Załuska

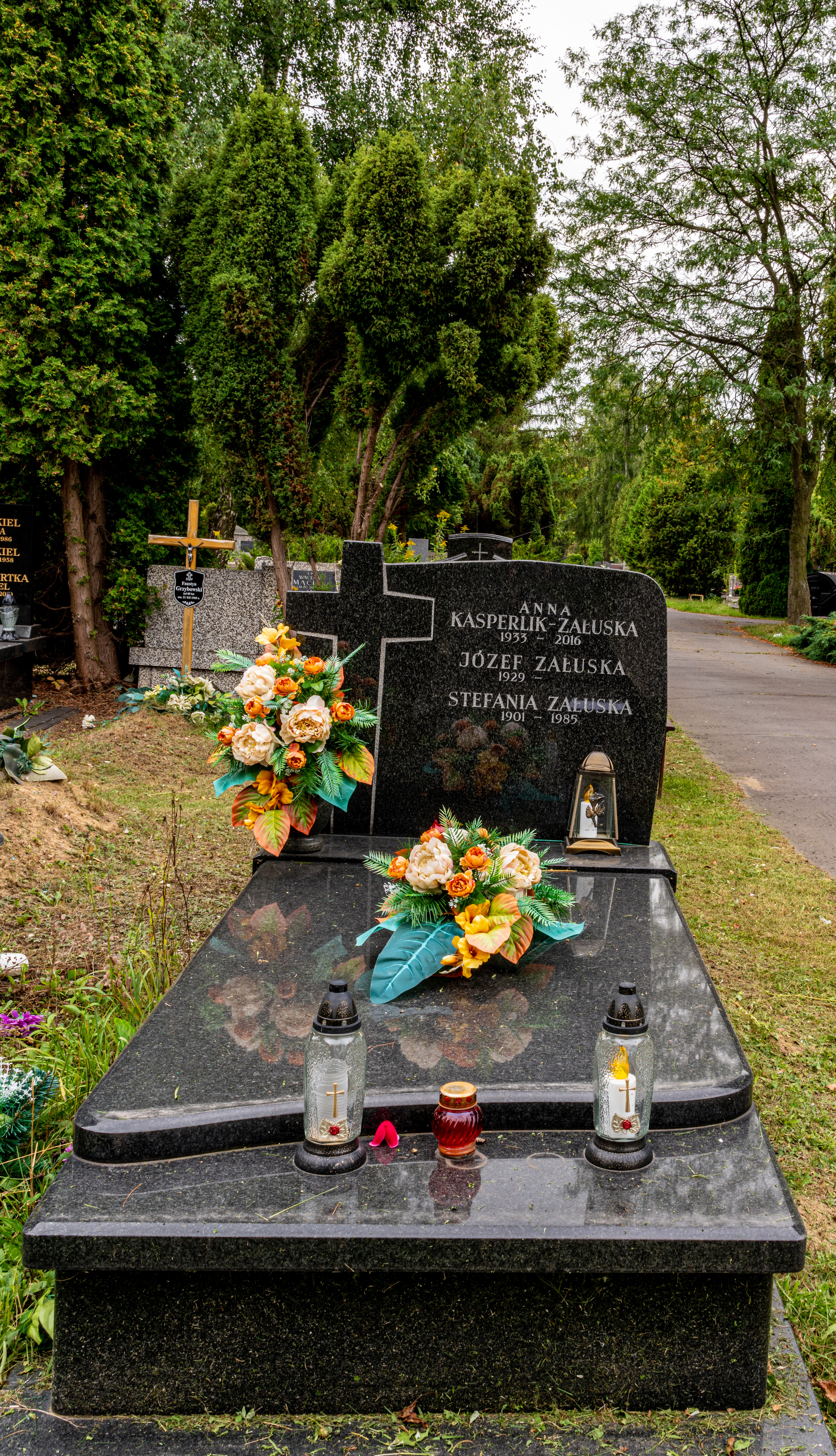
Grób Anny Kasperlik-Załuskiej na cmentarzu Komunalnym Północnym w Warszawie

Anna Antonina Kasperlik-Załuska (ur. 16 sierpnia 1933 w Warszawie, zm. 7 marca 2016 tamże) – polski lekarz internista i endokrynolog, nauczyciel akademicki, profesor nauk medycznych.

## Życiorys
Ukończyła warszawskie liceum im. Królowej Jadwigi, uzyskując świadectwo maturalne z wyróżnieniem. W 1957 ukończyła studia w Wydziale Lekarskim Akademii Medycznej w Warszawie. Specjalista w zakresie chorób wewnętrznych (I stopień w 1960 i II stopień w 1965) i endokrynologii (II stopień w 1973).
Stopień doktora nauk medycznych uzyskała w 1967 w Akademii Medycznej w Warszawie na podstawie rozprawy pt. Działanie deksametazonu w nadczynności kory nadnerczy leczonej adrenalektomią oraz u osób otyłych. W 1978 w Centrum Medycznym Kształcenia Podyplomowego w Warszawie uzyskała stopień doktora habilitowanego na podstawie pracy pt. Hormonalne korelacje po obustronnej adrenalektomii w przypadkach choroby Cushinga. W 1989 otrzymała tytuł naukowy profesora nadzwyczajnego i w 2001 tytuł profesora zwyczajnego.
Przez cały okres pracy zawodowej związana z Kliniką Endokrynologii w Centrum Medycznym Kształcenia Podyplomowego i Szpitalem Bielańskim.
Od 1958 była członkinią Polskiego Towarzystwa Endokrynologicznego. Wchodziła w skład Zarządu Oddziału Warszawskiego, a w latach 1990–2012 była nieprzerwanie przewodniczącą tego oddziału. Przez szereg lat była członkinią Komisji Rewizyjnej Zarządu Głównego Towarzystwa.
Jako nauczyciel akademicki była kierownikiem specjalizacji w zakresie chorób wewnętrznych i endokrynologii ponad stu lekarzy. W latach 1992–1999 pełniła funkcję konsultanta wojewódzkiego w zakresie endokrynologii dla województwa mazowieckiego.
Autorka lub współautorka ponad 240 publikacji z zakresu medycyny w tym prac poglądowych i rozdziałów w podręcznikach. W pracy naukowej zajmowała się m.in. badaniami czynności kory nadnerczy, w tym niewydolności i nadczynności kory nadnerczy.
Została pochowana na cmentarzu komunalnym Północnym (kw. W-XI-8, rząd 3, grób 1).

## Odznaczenia
- Krzyż Kawalerski Orderu Odrodzenia Polski[4]